# لیدن رودینگ
لیدن رودینگ (به انگلیسی: Leaden Roding) یک روستا و محله مدنی در بریتانیا است که در آتلزفورد واقع شده‌است.